# 半同步轨道
半同步轨道是指轨道周期为所环绕天体平均自转周期一半，且运行方向与该天体自传方向相同的轨道。
对于地球而言，半同步轨道属于中地球轨道的一种，周期略小于12小时。若为圆轨道，则其高度约为20200公里。